# Narodi svijeta S
Narodi svijeta S
Saami, Саамы →Laponci
Sami →Laponci
Samojedi, Ostali nazivi: Nenci, Ненцы, Самоеды (ruski)
- Lokacija: Rusija
- Jezik/porijeklo:
- Populacija (2007):
- Vanjske poveznice:

Sán Chay. Ostali nazivi: San Chay, Cao Lan
- Lokacija: Vijetnam
- Jezik/porijeklo:
- Populacija:
- Kultura:
- Vanjske poveznice:

Sán Dìu. Ostali nazivi: San Diu
- Lokacija: Vijetnam
- Jezik/porijeklo:
- Populacija:
- Kultura:
- Vanjske poveznice:

Sedang. Ostali nazivi: Xơ Đăng, o Dang
- Lokacija: Vijetnam
- Jezik/porijeklo:
- Populacija:
- Kultura:
- Vanjske poveznice:

Senoi. Ostali nazivi:
- Lokacija:
- Jezik/porijeklo:
- Populacija:
- Kultura:
- Vanjske poveznice:

Selkupi, Ostali nazivi: Ostjački Samojedi, söl'kup,  shöl'kup (vlastiti nazivi), Селькупы (ruski)
- Lokacija:
- Jezik/porijeklo:
- Populacija (2007):
- Vanjske poveznice:

Si La. Ostali nazivi: Sila
- Lokacija: Vijetnam
- Jezik/porijeklo:
- Populacija:
- Kultura:
- Vanjske poveznice:

Sibirski Tatari, Ostali nazivi:  Татары сибирские (ruski)
- Lokacija: Sibir, Rusija
- Jezik/porijeklo:
- Populacija (2007):
- Vanjske poveznice:

Sioux, Ostali nazivi: Sijuksi
- Lokacija:
- Jezik/porijeklo:
- Populacija (2007):
- Vanjske poveznice:

Sjeverni Kurdi →Kurmanji
Slovaci. Ostali nazivi:
- Lokacija: Slovačka
- Jezik/porijeklo: slovački, slavenska grupa naroda.
- Populacija (2007):
- Vanjske poveznice:

Slovenci. Ostali nazivi:
- Lokacija: Slovenija
- Jezik/porijeklo: slovenski, slavenska skupina Indoeuropljana.
- Populacija (2007):
- Vanjske poveznice:

Slovinci. Ostali nazivi: Pomoranskí Slovinci, pojski Słowińcy, njemački Slowinzen.
- Lokacija: Poljska
- Jezik/porijeklo: slavenski narodi
- Populacija (2007):
- Vanjske poveznice:

Sojoti →Tuvinci
 Sotonići, crnogorsko pleme u Crmničkoj nahiji.
Srbi. Ostali nazivi:
- Lokacija: poglavito Srbija, ostali u BIH, i drugdje.
- Jezik/porijeklo: srpski, slavenska skupina Indoeuropljana.
- Populacija (2007):
- Vanjske poveznice:

Srednjoazijski Židovi. Sami sebe zovu jahudi, isroel ili bane isroel
- Lokacija: Uzbekistan, u gradovima Samarkand, Buhara, Taškent, Kokand, etc. Nešto u Tadžikistanu, Dušanbe.
- Jezik/porijeklo: budad mez
- Populacija (2007):
- Vanjske poveznice:

Stieng. Ostali nazivi: Xtiêng
- Lokacija: Vijetnam
- Jezik/porijeklo:
- Populacija:
- Kultura:
- Vanjske poveznice:

Svani. Ostali nazivi:
- Lokacija: južno od planine Elbrus,
- Jezik/porijeklo: kartvelska ili južnokavkaska porodica, srodni Gruzijcima.
- Populacija (2007):
- Vanjske poveznice:

Sakbe   	Taraba, Nigerija
Sanga   	Bauchi, Nigerija
Sate   	Taraba, Nigerija
Saya (Sayawa Za'ar)   	Bauchi, Nigerija
Segidi (Sigidawa)   	Bauchi, Nigerija
Shanga (Shangawa)   	Sokoto, Nigerija
Shangawa (Shangau)   	Plateau, Nigerija
Shan-Shan   	Plateau, Nigerija
Shira (Shirawa)   	Kano, Nigerija
Shomo   	Taraba, Nigerija
Shuwa   	Adamawa, Borno, Nigerija
Sikdi   	Plateau, Nigerija
Siri (Sirawa)   	Bauchi, Nigerija
Srubu (Surubu)   	Kaduna, Nigerija
Sukur   	Adamawa, Nigerija
Sura   	Plateau, Nigerija